# Sylvie Mamy
Sylvie Mamy est une musicologue et écrivain française, docteur d'État ès-lettres, directrice de recherche au CNRS.

## Parcours
Sylvie Mamy est docteur d'État ès-lettres (Paris IV-Sorbonne) et directrice de recherche émérite au CNRS, à Paris. Elle est membre de la Société des Gens de Lettres (SGDL), de la Maison des Ecrivains et de la Littérature (M-E-L).

## Distinctions
- Prix des Muses 1997 (pour "La Musique à Venise", Paris, BnF, 1996).
- Grand Prix des Muses 2012 (pour "Antonio Vivaldi", Paris, Fayard, 2011).
- Chevalier de l'Ordre des Arts et Lettres (promotion 23 mars 2017).

### Monographies et essais
- Reconnaissance des Musiques Modernes, Bruxelles, Radio Télévision Belge Francophone (RTBF), 1977.
- Il Teatro alla Moda dei rosignoli. I cantanti napoletani al San Giovanni Grisostomo (Merope, 1734), collection « Drammaturgia veneta », Milan, Ricordi, 1984.
- Les grands castrats napolitains à Venise au XVIIIe siècle, Liège, Mardaga, 1994. (ISBN 2-87009-507-4)
- La Musique à Venise et l’imaginaire français des Lumières, d’après les sources vénitiennes conservées à la Bibliothèque nationale de France, Paris, Bibliothèque Nationale de France, 1996. Cet ouvrage a reçu en 1997 le Prix des Muses "pour la meilleure étude musicologique".  (ISBN 2-7177-1969-5) (BNF 36157252)
- Les Castrats, Paris, PUF, coll. « Que Sais-Je ? » n° 3417, 1998.  (ISBN 9-782130-495031)
- Antonio Conti, Lettere da Venezia a Madame la comtesse de Caylus 1727-1729, Con l’aggiunta di un Discorso sullo Stato della Francia, coll. Linea Veneta, n° 17 (Venise, Fondation G. Cini), Florence, L. S. Oslchki, 2003.  (ISBN 88 222 5192 X) http://www.cini.it/publications/lettere-da-venezia-a-madame-la-comtesse-de-caylus-1727-1729-it
- Balades musicales dans Venise, Paris, Nouveau Monde, 2006. (ISBN 2-84736-182-0) http://www.nouveau-monde.net/livre/?GCOI=84736100054990
- Passeggiate musicali a Venezia, traduction de l’ouvrage précédent en italien, 2006, Trévise, Vianello Libri [présentation en ligne]
- Antonio Vivaldi (monographie), Paris, A. Fayard, juin 2011. Cet ouvrage a été couronné par le Grand Prix des Muses 2012.  (ISBN 978-2-213-63761-7) (BNF 42458207)
- Claudio Ambrosini, un compositeur vénitien du XXIe siècle, Paris, L'Harmattan, juillet 2013.  (ISBN 978-2-343-01354-1)
- Chaliapine, Paris, Editions YMCA-Presse, 2023.  (ISBN 978-2850653025)

### Œuvres littéraires
- L'Allée de Mélisande. Les jardins et la musique, essai poétique, collection Arts et Sciences de l'Art, Paris, L'harmattan, 2004.  (ISBN 2-7475-7580-2)
- Lettre d'une virtuose vénitienne, texte poétique, Venise, Rapport d'Etape, 2005.
- Veronica Franco. Ma vie brisée de courtisane, roman, collection Amarante, Paris, L'Harmattan, 2012.  (ISBN 978-2-336-00312-2)
- Paris, Carnet d'été (poésie), coll. Poètes des Cinq Continents, Paris, L'Harmattan, 2014.  (ISBN 978-2-343-03791-2)
- Réminiscences vénitiennes, dans Lettres comtoises, Besançon, Association du livre et des auteurs comtois (alac), n° 12, décembre 2017, pp. 147-56.
- "Brûle encore" (poésie), coll. Poètes des Cinq Continents, Paris, L'Harmattan, 2022.  (ISBN 978-2-14-027700-9).

### Traductions
Encyclopédie de la musique, collection Encyclopédies d’aujourd’hui, Paris, Le Livre de Poche, Hachette, 1992 (original : La nuova enciclopedia della musica, Garzanti,1983).
Un jardin à Venise, traduction de Frederic Eden, A garden in Venice (1903), Paris, L'Harmattan, 2014.

### Articles de fond et études
- Trois thèmes pour servir à une réflexion sur la vie musicale d’aujourd’hui, Bruxelles, Union européenne, Division X « Problèmes du Secteur Culturel », juillet 1975, 91 p.
- Pour un théâtre européen de musique vivante, Bulletin mensuel d’information du Comité national de la musique, juin 1975.
- « Le Triomphe des Mélophilètes. Congiunzioni di Parnaso », L’invenzione del Gusto, Corelli e Vivaldi, Milan, Ricordi,, 1982, p. 93-101.
- « L’œuvre de Giuseppe Sarti conservée à Paris », Revue Française de Musicologie, 1987, t. 73, n° 1, p. 107-12.
- « À propos d’un fonds de musique française des XVIIe et XVIIIe siècles à la Bibliothèque municipale de Besançon », Revue Française de Musicologie, 1987, t. 73, n° 2, p. 253-62.
- « I rapporti fra opera e ballo a Venezia nel Settecento », La danza italiana, 5/6, Rome, Theoria, 1987, p. 17-33.
- « L’Italie au cœur » (sur Giulio Cesare de Haendel), Avant-Scène Opéra, Paris, avril 1987, p. 86-91 ; réédité en décembre 2010.
- « L’importation des solfèges italiens en France à la fin du XVIIIe siècle », L’opera tra Venezia e Parigi », sous la direction de M.T. Muraro, Florence, L.S. Olschki, 1988, p. 67-89.
- « Une théorie italienne adaptée au goût français. L’enseignement du chant italien en France de la fin de l’Ancien Régime à la Restauration : transmission ou transformation ? », Transmission et réception des formes de culture musicale, Turin, EDT, 1988, p. 198-213.
- « Tradizione del canto a Napoli. Giuseppe Aprile », Musicisti nati in Puglia ed emigrazione musicale tra Seicento e Settecento, sous la direction de D. Bozzi et L. Cosi, Rome, Torre d’Orfeo, 1988, p. 281-98.
- « Il mondo del teatro, » Amadeus, Milan, Rizzoli periodici, De Agostini, octobre 1991, supplément au n° 23 consacré à Vivaldi, p. 42-48.
- « Le printemps d’Antonio Vivaldi revu et corrigé à Paris par Nicolas Chédeville, Michel Corrette et Jean-Jacques Rousseau », Informazioni e Studi vivaldiani, Milan, Ricordi, 1992 (13), p. 51-65.
- Articles  « Anfossi, Caccini, Cavalli, Bianchi, Italie, Le chant italien en France », Dictionnaire de la musique française au XVIIIe siècle, sous la direction de M. Benoit, Paris, Fayard, 1992.
- Articles « Gazzaniga, Porpora », extraits de Encyclopedia Universalis, Dictionnaire de la Musique. Les compositeurs, Paris, Albin Michel, 1998, p. 304-06, 618-19.
- « Le Congrès des Planètes, une sérénade de Tomaso Albinoni exécutée à l’ambassade de France à Venise, le 16 octobre 1729 », Giovanbattista Tiepolo, Nel terzo Centenario della nascita, sous la direction de L. Puppi, Quaderni Venezia Arti, Venise, Il Poligrafo, 1998, p. 205-12.
- « Le Stabat Mater au Concert Spirituel », Studi Pergolesiani -Pergolesi Studies, sous la direction de F. Degrada, La Nuova Italia Editrice, 1999, p. 233-50.
- « Les Fêtes Vénitiennes », Teatro nel Veneto. La scena immaginata, sous la direction de C. Alberti (université de Venise), Milan, F. Motta, 2002, p. 38-63.
- « Drammaturgie dello spazio nei multimedia : teatro musicale, circo, opera, internet, CD-Roms e installazioni video », Drammaturgia, sous la direction de S. Ferrone, Université de Florence, département des arts du spectacle, numéro consacré aux « Drammaturgie dello spazio. Teatro. Musica. Cinema » dirigé par S. Mazzoni, Rome, Salerno Editrice, 2003, p. 449-66.
- Articles  « Castrats ; Cimarosa ; Dramma semi-serio ; Paer, Paisiello, Spontini, Tragédie lyrique », Dictionnaire de la musique en France au XIXe siècle, sous la direction de J.-M. Fauquet, Paris, Fayard, 2003.
- « L’invention de l’opéra ballet à sujet comique », Un siècle de Deux cents ans ? Les XVII et XVIII Siècles : Continuités et Discontinuités, sous la direction de J. Dagen et Ph. Roger, collection L’Esprit des lettres, Paris, Desjonquères, 2004, p. 231-247.
- « Il panorama operistico. Il  Mondo novo », Amadeus. Il mensile della grande musica, numéro spécial consacré à l’opéra Tito Manlio d’Antonio Vivaldi, Milan, De Agostini-Rizzoli periodici, avril 2004, p. 6-10.
- « Charles-Ferdinand Ramus. Poeta visionario », Amadeus, L’Histoire du Soldat d’Igor Stravinsky, Milan, De Agostini-Rizzoli periodici, décembre 2005, p. 16-17.
- « Les Français à Venise. Des témoignages controversés », Le Carnaval de Venise d’André Campra, collection «Regards sur la musique », sous la direction de J. Duron, Bruxelles-Wavre, Mardaga, 2010, p. 13-28.
- « Antonio Vivaldi aux prises avec des danseurs indisciplinés », Passi, tracce, percorsi. Scritti sulla danza italiana in omaggio a José Sasportes (dir. A. Pontremoli, P. Veroli), Rome, Aracne, 2012, p. 113-28.
- « Venise, Opéra !», dans D. Gachet et A. Scarsella, Venise, coll. Bouquins, Paris, Robert Laffont, 2016, p. 428-40.
- «La musique à Venise et le théâtre de la guerre», dans Venezia Millenaria 700-1797, livre-disque, Hespèrion Ensemble Panagiotis Neochoritis, La Capella Reial de Catalunya. Le Concert des Nations. Jordi Saval, Aliavox AVSA 9925, décembre 2017, p. 42-45 (traductions anglais, catalan, allemand, italien.
- " Chaliapine, interprète privilégié d'Arrigo Boito (Milan, Monte-Carlo, Orange, Londres), dans Quaderni Musiclai Marchigiani (16). Scritti e ricerche per gli ottant'anni di Elvidio Surian, dir. Graziano Ballerini, A-Ri-M (Associazionbe Marchigiana per la Ricerca e Valorizzazione delle Fonti Musicali), 2020, p. 369-394.
- « L’exil de Fiodor Chaliapine à Paris, d’après Le Masque et l’âme (1932) », dans : Les arts russes et soviétiques en France au XXe siècle : exporter l’image de soi, Revue de Slavistique, Université de Toulouse, Slavica Occitania, 2022, p. 45-64.
- « Claudio Ambrosini et Kapsberger, Pages secrètes », par théorbe et sons de Venise, Stefano Maiorano, texte du CD, Arcana Outhere Music, 2022.
- « Sylvie MAMY », sur cnrs.fr (consulté le 8 juin 2023)